# Эдуард Изгнанник
Эдуа́рд Э́телинг, более известен как Эдуа́рд Изгна́нник (англ. Edward the Exile; 1016—1057) — сын Эдмунда Железнобокого, короля Англии из Уэссекской династии.

## Биография

### Происхождение
Эдуард родился в 1016 году в семье короля Англии из Уэссекской династии Эдмунда Железнобокого и его жены Эдиты; помимо самого Эдуард в семье был ещё один ребёнок — сын Эдмунд, однако достоверно неизвестно, кто из братьев был старше.

### Изгнание
Эдуард родился в период массированного датского вторжения в англосаксонское королевство. В 1013—1018 годах датские викинги полностью завоевали Англию и завладели английским престолом. Когда отец Эдуарда, Эдмунд Железнобокий, умер в 1016 году, а новый король всей Англии Кнуд Великий женился на Эмме Нормандской, вдове короля Этельреда II Неразумного и мачехе Эдмунда Железнобокого, Эдуарда и его брата лишили прав на престолонаследие. Тем не менее, оба они получили титул-прозвище «Этелинг» — староанглийское слово, которым обозначались члены королевской семьи, имевшие право на трон. Поскольку Эдуард и Эдмунд были законными наследниками Англии, Кнуд решился на их убийство. Убийство Этелинга на английской земле считалось неприемлемым, поэтому Кнуд отослал детей к своему единоутробному брату шведскому королю Олафу Шётконунгу, где они должны были быть преданы смерти. Будучи старым соратником деда принцев Этельреда Неразумного, Олаф не убил их, а, по одной из версий, отослал ко двору венгерского короля Иштвана I, опасаясь оставить Этелингов при себе на севере, поскольку здесь была велика власть Кнуда Великого. Будучи изгнанниками в родной стране, Эдуард и Эдмунд всё же вселяли надежду в англосаксов в датской Англии, которые остались без лидера.
К моменту прибытия ко двору Иштвана I Эдуарда и его брата венгерский король возглавлял мирное королевство. Венгерский двор стал «счастливым домом» для ссыльных английских принцев. Однако в 1028 году Эдуард и Эдмунд были вынуждены бежать из Венгрии после того, как Кнуд подослал к ним убийц. Этелинги нашли убежище при дворе великого князя киевского Ярослава Мудрого. Также существует версия, что в Киев принцы были отосланы ещё королём Олафом, который не решился принять помощь венгерского короля. Некоторые источники утверждают, что Этелинги выросли в Швеции и были отправлены в Киев позднее, минуя Венгрию. Историк Габриэль Роней утверждает, что Эдуард и Эдмунд «провели свои самые чувствительные юношеские годы под руководством Ярослава и возмужали в столице [Киевской Руси]». В то же время Элисон Уэйр считает, что сыновья Эдмунда Железнобокого были отправлены в Венгрию ещё в младенчестве.
Исторические записи свидетельствуют о том, что принцы «несколько выросли и перешагнули двенадцатилетний возраст», когда прибыли в Гардарику (другое название Киевской Руси). Летописи середины XIII века не сохранили сведений о пребывании Этелингов при дворе Ярослава Мудрого, однако более поздние русские летописи упоминают о том, что в Киеве они нашли убежище. Англосаксы были католиками и Эдуард и Эдмунд были сдержанны по отношению к православной церкви — религии, которую исповедовали в Киевской Руси; историки полагают, что Ярослав, скорее всего, не позволил Этелингам высказывать своё недовольство. При этом, присутствие Этелингов при дворе киевского князя положительно сказывалось на отношениях с другими странами самого Ярослава, который придерживался западно-ориентированной внешней политики.
В период правления в Англии Кнуда Великого и его сыновей возвращение Эдуарда на родину было невозможным. В июне 1042 года умер сын Кнуда Великого Хардекнуд; после его смерти Этелинги могли вернуться в Англию, однако этого не произошло и к концу 1042 году принцы всё ещё оставались в Киеве. К 1043 году Эдмунд, которому к тому моменту было далеко за двадцать, отстранился от континентальной схемы Ярослава, в то время как Эдуард был возведен на «позицию с исключительной ответственностью, когда речь шла о короне Англии или династических союзах». К концу 1030-х годов известной фигурой при дворе Ярослава стал изгнанный венгерский принц Андраш Белый; в 1046 году в Венгрии произошло языческое восстание, в ходе которого Андраш вернулся на родину в надежде отвоевать трон, а Этелинги, вероятно, сражались вместе с ним и присутствовали на его коронации.

### Возвращение на родину и смерть
Когда в 1042 году скончался Хардекнуд, последний представитель датской династии, королём Англии стал его единоутробный брат Эдуард Исповедник — сын Эммы Нормандской от брака с королём Этельредом II Неразумным. Аскетизм нового короля не позволял ему иметь детей; других близких родственников, кроме Этелингов, приходившихся ему племянниками, у короля не было. Хотя именно у Этелингов были наиболее обоснованные притязания на английский трон, в первое время Эдуард Исповедник не планировал передачу престола по наследству совершенно неизвестному в Англии принцу. Он склонялся к провозглашению своим преемником нормандского герцога Вильгельма и только после государственного переворота 1052 года, завершившегося изгнанием нормандских советников короля из страны, король начал наводить контакты со своим племянником Эдуардом. В 1054 году в Германию был отправлен епископ Вустерский для переговоров с императором о пропуске принца. Переговоры завершились удачно, однако Эдуард Изгнанник не спешил возвращаться на родину. Его отъезд откладывался почти два года. Наконец, в 1056 году Эдуард со своей семьёй отправился в Англию. Однако едва Изгнанник оказался в Англии, он неожиданно скончался. Вероятно, его предполагаемое провозглашение наследником было очень нежелательным для определённых сил в самой Англии (дом Годвина или нормандцы), и принц просто был убит. Тело Эдуарда Изгнанника было захоронено в соборе Святого Павла в Лондоне.
Смерть Эдуарда Изгнанника обострила вопрос об английском наследстве. К 1066 году, когда скончался король Эдуард, на престол Англии претендовали четверо: Гарольд Годвинсон, самый могущественный англосаксонский магнат и фактический правитель страны при Эдуарде Исповеднике, нормандский герцог Вильгельм, король Норвегии Харальд III Суровый, а также юный сын Эдуарда Изгнанника Эдгар Этелинг. Борьба за корону завершилась нормандским завоеванием Англии. Со смертью сына Эдуарда Эдгара Этелинга, провозглашённого в 1066 году королём, но смещённого с трона Вильгельмом I Завоевателем, мужская линия Уэссекской династии прекратила существование.

### Семья
Эдуард был женат на Агате. Достоверно её происхождение не определено: так, некоторые историки считают, что она была родом из центральной или восточной Европы и познакомилась с Эдуардом во время его изгнания в Венгрии или Киеве. Также существует предположение, что Агата имела королевское происхождение и была дочерью епископа Аугсбурга и племянницей императора Генриха II Святого или дочерью венгерского короля Иштвана I и Гизелы Баварской. Кроме того, автор «Законов Эдуарда Исповедника» сообщает, что Агата происходила из рода князей Киевских. В браке с Агатой у Эдуарда родилось трое детей:
- Эдгар Этелинг (ок. 1051 / 1053 / 1058 — после 1125) — последний (некоронованный) король из Уэссеской династии. Женат не был, детей не имел.
- Маргарита (ок. 1045—1093) — супруга шотландского короля Малькольма III, мать королей Эдмунда, Эдгара, Александра I и Давида I, а также супруги английского короля Генриха I Матильды. В 1250 году причислена к лику святых папой Иннокентием IV.
- Кристина (умерла до 1102) — настоятельница аббатств Уилтон (Уилтшир) и Ромси (Гэмпшир).

После восшествия на английский трон Вильгельма Завоевателя овдовевшая Агата с детьми бежала в Шотландию, где уже после смерти дочери Маргариты стала монахиней в Ньюкасл-апон-Тайне.

## Комментарии
1. ↑  Смерть Эдмунда Железнобокого в ноябре 1016 года означает, что оба его ребёнка родились не позднее года после смерти короля. Также, возможно, Эдмунд был старше Эдуарда[3] или они были близнецами[4][5][6][7]. В то же время, тогда существовал обычай давать посмертным сыновьям имя отца; таким образом, Эдуард мог быть старшим, а Эдмунд — младшим и к тому же посмертным сыном Эдмунда Железнобокого[8].
2. ↑  Ярослав стремился породниться с представителями иностранных династий: так, его сёстры и дочери были жёнами венгерских, польских, французских и норвежских королей, а его сыновья были женаты на немецкой, византийской и польской принцессах.
3. ↑  Другими претендентами были Гарольд Годвинсон, самый могущественный англосаксонский магнат и фактический правитель страны при Эдуарде Исповеднике, нормандский герцог Вильгельм и король Норвегии Харальд III Суровый[33].
4. ↑  Эдмунд был точно мёртв к 1054 году, когда только Эдуард был призван в Англию дядей-королём Эдуардом Исповедником[34].